# Холодний Яр (історичний клуб)
Історичний клуб «Холодний Яр» — об'єднання вчених, краєзнавців, митців, письменників, журналістів, кінорежисерів, літературних критиків, громадських діячів, учасників та нащадків учасників Національно-визвольних змагань українського народу. Створене в Києві 3 січня 1997.

## Мета діяльності
Дослідження боротьби українського народу за побудову Української держави, відновлення історичної справедливості до борців за Українську державу, увічнення їхнього подвигу, відновлення відчуття національної честі та гідності українського народу.
Історичний клуб «Холодний Яр» вважає, що шанобливе ставлення до героїв — найвагоміших представників народу — є свідченням справедливого і високорозвиненого суспільства, а також необхідною умовою для доведення до переможного кінця державницької ідеї отаманів Гайдамацького краю.

## Діяльність
Проведено десятки вечорів пам'яті національних героїв в різних містах України, Видано низку книг, а саме:
- «Героїзм і трагедія Холодного Яру» (Київ, 1996),
- «Кость Блакитний, отаман Степової дивізії» (Київ, 1997),
- «Отамани Гайдамацького краю. 33 біографії» (Київ, 1998),
- «Записки повстанця» (Київ, 1999),
- «Медвин в огні історії» (Київ, 2000),
- «Отаман святих і страшних» (Київ, 2000),
- «Лицарі волі. Повстанський рух на Поділлі у персоналіях. 20-ті роки ХХ ст.» (Вінниця, 2000),
- «Повернення отаманів Гайдамацького краю» (Київ, 2001),
- «Рейд у вічність» (Київ, 2001), «Самостійна Україна» (Київ, 2002),
- «Трагедія отамана Волинця» (Київ, 2002) та
- «Кубанська Україна» (Київ, 2002).

Створений цикл радіопередач «Отамани Гайдамацького краю» (2000 — 2001).
За сприяння Історичного клубу «Холодний Яр» знято два документальних фільми
- «І повіяв вогонь новий…» (Чернігівська державна телерадіокомпанія, 1996) та
- «Незгасимий огонь Холодного Яру» (Кіровоградська державна телерадіокомпанія, 2001).

З 1994 клуб видає газету «Незборима нація».
В газетах та журналах членами Історичного клубу «Холодний Яр» опубліковано сотні статей, які висвітлюють невідомі сторінки Визвольних змагань українського народу.

## Серія «Отаманія ХХ століття»
Книга 1. Коваль Р. Отаман Орлик. — Київ: в-во «Стікс», 2010. — 384 с.
Книга 2. Коваль Р. Михайло Гаврилко: і стеком, і шаблею. — Київ: Історичний клуб «Холодний Яр»; Вінниця: ДП «Державна картографічна фабрика», 2011. — 472 с.
Книга 3. Коваль Р. Отаман Зелений. — Київ: Історичний клуб «Холодний Яр»; Кам'янець-Подільський: «Медобори-2006», 2011. — 464 с.
Книга 4. Коваль Р. Іван Ремболович: Історичний нарис / Бібліотека Історичного клубу «Холодний Яр». — Київ: Історичний клуб «Холодний Яр»; Вінниця: ДП «Державна картографічна фабрика», 2012. — 464 с.
Книга 5. Юрій Горліс-Горський. «Ми ще повернемось!»: Спогади. Повість. Поезія. Документи. Листування / Р. М. Коваль. Бібліотека Історичного клубу «Холодний Яр». — Київ: Історичний клуб «Холодний Яр»; Вінниця: ДП «Державна картографічна фабрика», 2012. — 432 с.
Книга 6. «Чорний ворон»: п'ять біографій / Бібліотека Історичного клубу «Холодний Яр» / Р. М. Коваль. — Київ: Історичний клуб «Холодний Яр»; Кам'янець-Подільський: ПП «Мошак М. І.», 2013. — 96 с.
Книга 7. Коваль Р. Сто історій Визвольної війни: Епізоди боротьби УСС, військ Центральної ради, Армії УНР, повстансько-партизанських загонів та Кубанської армії / Бібліотека історичного клубу «Холодний Яр». — Київ: Історичний клуб «Холодний Яр»; Мистецька агенція «Наш формат», 2015. — 368 с.
Книга 8. Коваль Р. Історія Холодноярської організації / Бібліотека історичного клубу «Холодний Яр». / Р. М. Коваль. — Київ: Історичний клуб «Холодний Яр»; Кам'янець-Подільський: в-во ПП «Аксіома», 2016. — 104 с.
Книга 9. Яків Орел-Гальчевський: боротьба і філософія боротьби / Бібліотека Історичного клубу «Холодний Яр» / Київ: Історичний клуб «Холодний Яр», в-во «Орієнтир», 2017. — 128 с.
Книга 10. Коваль Р. Батькам скажеш, що був чесний / Бібліотека Історичного клубу «Холодний Яр». — Київ: видавець Мельник М. Ю., Історичний клуб "Холодний Яр", 2019. — 568 с.   

## Серія «Видатні українці»
Книга 1. Коваль Р. Тиха війна Рената Польового. — Київ: Історичний клуб «Холодний Яр»; Вінниця: ДП «Державна картографічна фабрика», 2011. — 1040 с.
Книга 2. Аркас М. Історія України-Русі. — Київ: Історичний клуб «Холодний Яр»; Кам'янець-Подільський: Медобори-2006, 2011. — 464 с.
Книга 3. Коваль Р. Сто облич Самостійної України. — Київ: Історичний клуб «Холодний Яр»; в-во «Український пріоритет», 2013. — 432 с.
Книга 4. Коваль Р. Крізь павутиння змосковщення: До життєписів Павла і Михайла Кратів. — Київ: Історичний клуб «Холодний Яр»; Вінниця: ДП «Центр ДЗК», 2013. — 352 с.
Книга 5. Коваль Р., Моренець В. «Подєбрадський полк» Армії УНР: До історії Українських січових стрільців, Богданівського та Гордієнківського полків військ Центральної Ради, 1-ї Сірої, 1-ї Запорізької, 2-ї Волинської, 3-ї Залізної, 4-ї Київської, 5-ї Херсонської та 1-ї Кулеметної дивізії Армії УНР, Галицької армії, вільного козацтва, повстансько-партизанського руху, Запорізької Січі Юхима Божка, Окремого чорноморського коша військ Директорії, ЛУН, УВО, ОУН, Карпатської січі та дивізії «Галичина» / Бібліотека Історичного клубу «Холодний Яр» / Р. М. Коваль, В. І. Моренець. — Київ: Історичний клуб «Холодний Яр»; «Український пріоритет», 2015. — 376 с.
Книга 6. Страшенко О. «Прочитайте тую славу». — Київ: Історичний клуб «Холодний Яр», «Український пріоритет», 2015. — 160 с.
Книга 7. «Український календар Визвольної боротьби» / Р. М. Коваль. Бібліотека Історичного клубу «Холодний Яр». — Київ: Історичний клуб «Холодний Яр», Видавництво «Українська видавнича спілка ім. Юрія Липи». — 2017— 200 с.
Книга 8. Коваль Р., Моренець В., Юзич Ю. «Подєбрадський полк» Армії УНР. До історії Українських січових стрільців, Богданівського та Гордієнківського полків військ Центральної Ради, 1-ї Сірої, 1-ї Синьої, 1-ї Запорозької, 2-ї Волинської, 3-ї Залізної, 4-ї Київської, 5-ї Херсонської та 1-ї Кулеметної дивізій Армії УНР, Галицької армії, Вільного козацтва, повстансько-партизанського руху, Запорозької Січі Юхима Божка, Окремого чорноморського коша військ Директорії, Легії українських націоналістів, УВО, ОУН, Карпатської Січі та дивізії «Галичина». — Том 2. — Київ: Історичний клуб «Холодний Яр», «Орієнтир», 2017. — 376 с.
Книга 9. Коваль Р., Моренець В., Юзич Ю. Сумщина в боротьбі: біографії, історії, спогади / Р. М. Коваль, В. І. Моренець, Ю. П. Юзич. Бібліотека Історичного клубу "Холодний Яр". — Київ:  Історичний клуб «Холодний Яр», Видавець Марко Мельник, 2018. — 480 с.
Книга 10. Коваль Р. Житомирщина в боротьбі. — Київ: Історичний клуб «Холодний Яр»; Видавець Марко Мельник, 2020. — 512 с.
Книга 11. Коваль Р. Жінки у Визвольній війні. Історії, біографії, спогади. 1917 – 1930 / Бібліотека Історичного клубу “Холодний Яр”. – Київ: видавець Мельник М. Ю. Історичний клуб “Холодний Яр”; 2020. – 424 с.
Книга 12. Коваль Р. Донбас: радість і біль. 2014 – 2020 / Р. М. Коваль. Бібліотека Історичного клубу “Холодний Яр”. – Київ: видавець Мельник М. Ю., 2020. – 124 с.
Книга 13. Коваль Р. Юзич Ю. Полковник Болбочан. Спогади, свідчення, документи // Бібліотека Історичного клубу “Холодний Яр”. – Київ: видавець Мельник М. Ю. Історичний клуб “Холодний Яр”; 2020. – 424 с.

## Серія «Українська воєнна мемуаристика»
Книга 1. Юрій Горліс-Горський. Холодний Яр / Упор. Р. М. Коваль. Видання Історичного клубу «Холодний Яр». — Київ — Львів — Дрогобич: видавнича фірма «Відродження», 2006. — 436 с.
Книга 2. Гальчевський Я. З воєнного нотатника / Упор. Р. М. Коваль. Видання Історичного клубу «Холодний Яр». — Київ: Діокор, 2006. — 194 с.
Книга 3. Так творилося українське військо. 10 спогадів учасників Визвольної війни 1917 — 1920-х років / Упор. Р. М. Коваль. Видання Історичного клубу «Холодний Яр». — Київ — Вінниця: ДП «Державна картографічна фабрика», 2008. — 200 с.
Книга 4. Гуцули у Визвольній боротьбі. Спогади січового стрільця Михайла Горбового / Упор. Р. М. Коваль, П. І. Арсенич, Ю. П. Юзич. Видання Історичного клубу «Холодний Яр». — Київ — Вінниця: ДП «Державна картографічна фабрика», 2009. — 472 с.
Книга 5. Дяченко П. Чорні запорожці. Спомини командира 1-го кінного полку Чорних запорожців Армії УНР / Упор. Р. М. Коваль. Бібліотека Історичного клубу «Холодний Яр». — Київ — Вінниця: Стікс, 2010. — 448 с.
Книга 6. Кармелюки: До історії Запорізького полку ім. отамана Янка Кармелюка Армії УНР / Р. М. Коваль. Бібліотека Історичного клубу «Холодний Яр». — Київ: Історичний клуб «Холодний Яр», Вінниця: ДП «Державна картографічна фабрика», 2012. — 160 с.
Книга 7. Монкевич Б. «Похід Болбачана на Крим»: Спогади / Редактор — упорядник Р. М. Коваль. Бібліотека Історичного клубу «Холодний Яр»; Київ: «Наш формат», 2014. — 272 с.
Книга 8. Сім спогадів Визвольної війни / ред.- упоряд. В. І. Моренець. Бібліотека Історичного клубу «Холодний Яр». — Київ: Історичний клуб «Холодний Яр»: Медобори-2006, 2015. — 327 с.

## Серія «Українська думка»
Книга 1. Коваль Р. «Філософія сили». Бібліотека історичного клубу «Холодний Яр» і полку «Азов». — Київ — Мена: Домінант, 2016. — 88 с.
Книга 2. Коваль Р. Здолати Росію / Р. М. Коваль; Бібліотека Історичного клубу "Холодний Яр" . — Київ: Видавництво "Холодний Яр"; видавець Мельник М. Ю., 2018. — 576 с.

## Керівники
З січня 1997 президентом клубу є Роман Коваль.
Віце-президент клубу — Віктор Рог.